# Страхотен свят
„Страхотен свят“ (на английски: Cool World) е американска игрална анимация от 1992 г. на режисьора Ралф Бакши, по сценарий на Майкъл Грейс и Марк Виктор, и участват Ким Бейсинджър, Гейбриъл Бърн и Брад Пит.